# ريتشارد دوجلاس
ريتشارد دوجلاس (بالإنجليزية: Richard Douglass)‏ هو عسكري أمريكي، ولد في 1746، وتوفي في 1828.